# Густаф Отто Дуглас
Густав Отто Дуглас (Оттон Дуклас) (швед. Gustav Otto Douglas; 23 лютого 1687, Стокгольм — 2 лютого 1771, Ревель) — шведський військовий і російський державний діяч, учасник Великої Північної війни.

## Біографія
Походив зі шотландського роду Дугласів. Служачи в шведській армії, був лейб-драбантом Карла XII. Брав участь у Полтавській битві, в якій потрапив у полон.
У 1717 році добровільно вступив на російську службу і сподобався Петру I. Був призначений в зайняту російськими військами Фінляндію лагманом (губернатором) Або.
За вбивство в запалі російського капітана він був засуджений судом до довічного ув'язнення, але Петро I замінив покарання 3-тижневою роботою в Літньому саду в Санкт-Петербурзі.
Генерал-майор (1719 рік). Генерал-лейтенант (1725 рік) Українського ландміліцького корпусу. Брав участь у взятті Азова в 1736 році і в поході Лассі в Крим у 1737 році, в тому числі командував у битві під Карасубазаром 14 (25) липня 1737 року.
У 1738—1740 роках був губернатором Ревельської губернії. Будучи губернатором Ревеля, був за наказом Анни Іванівни відданий під суд за звинуваченням у зрадницькому листуванні зі Швецією. Наслідки суду невідомі, але Дуглас зберіг чин генерал-лейтенанта і маєтки в Ліфляндії та Естляндії, де і помер.
Мініх відгукувався про нього як про ділового генерала і хорошого адміністратора.

## Нагороди
- Орден Святого Олександра Невського (28 квітня 1734)